# Ross Wales
Ross Wales   (Youngstown, 17 d'octubre de 1947) és un nedador estatunidenc, ja retirat, especialista en papallona, que va competir durant la dècada de 1960.
El 1968 va prendre part en els Jocs Olímpics d'Estiu de Ciutat de Mèxic, on va guanyar la medalla de bronze en els 100 metres papallona del programa de natació. Finalitzà rere els seus compatriotes Douglas Russell i Mark Spitz. En el seu palmarès també destaquen una medalla de plata als Jocs Panamericans de 1967, un campionat nacional de l'NCAA (1967) i dos campionats nacionals de l'AAU (1966, 1969). Una vegada retirat, el 1968, va continuar vinculat a la natació, ocupant diferents càrrecs directius a la Federació Estatunidenca de natació o la FINA.
El 2004 va ser inclòs a l'International Swimming Hall of Fame.